# NGC 614
NGC 614 es una galaxia lenticular (S0) situada en la dirección de la constelación Triangulum. Posee una declinación de +33°40′55″ y una ascensión recta de 1 horas, 35 minutos y 52,2 segundos. Fue descubierta por el astrónomo británico William Herschel el 13 de septiembre de 1784. La galaxia ha sido observada por John Herschel entre los días 11 y 16 de noviembre de 1827, más tarde fue añadida al Nuevo Catálogo General, denominada también como NGC 618 y NGC 627.